# 2019년 kt wiz 시즌
2019년 Kt 위즈 시즌은 kt 위즈가 KBO 리그에 참가한 5번째 시즌이다. 이강철 감독이 팀을 이끈 첫 시즌이며, 유한준이 주장을 맡았다. 팀은 NC 다이노스와 시즌 막판까지 5위 싸움을 했으나, 결국 1.5경기 차로 밀리며 10팀 중 정규시즌 6위를 기록하여 창단 첫 포스트시즌 진출에 실패했다.

## 타이틀
- 프리미어 12 은메달: 황재균, 강백호
- KBO 골든글러브: 로하스 (외야수)
- 플레이어스 초이스 어워드 기량발전상: 배제성
- 조아제약 프로야구대상 조아바이톤상: 강백호
- 스포츠서울 올해의 성취상: 배제성
- 올스타 선발: 강백호 (외야수 1위)
- 올스타전 추천선수: 알칸타라, 이대은, 정성곤, 로하스
- 컴프야 포인트 베스트 라인업: 로하스 (중견수)
- 컴투스프로야구2022 타이틀홀더 라인업: 알칸타라 (선발투수), 배제성 (구원투수), 김민 (구원투수)
- 컴투스프로야구 10년대 올스타: 김재윤 (중계투수)
- 컴투스프로야구 2019 레전드 골글팀: 로하스 (중견수)
- 득점권타율: 유한준 (0.373)
- 견제 아웃: 쿠에바스 (4)

### 퓨처스리그
- 아시아 윈터 베이스볼 리그 국가대표: 손동현, 이종혁, 고명성
- 플레이어스 초이스 어워드 퓨처스리그 우수선수상: 이상동
- 퓨처스 올스타: 이정현, 최건, 안치영, 박준혁

## 선수단
- 선발투수 : 쿠에바스, 알칸타라, 배제성, 김민, 금민철, 류희운
- 구원투수 : 주권, 김재윤, 김민수, 김대유, 하준호, 전유수, 조현우, 이종혁, 이선우, 전용주, 김태오, 손동현, 조근종, 엄상백, 정성곤
- 마무리투수 : 이대은, 조한욱, 최건, 이상동, 이정현
- 포수 : 장성우, 이준수, 이해창, 안승한
- 1루수 : 오태곤, 박승욱, 문상철, 윤석민
- 2루수 : 박경수, 김영환, 정현
- 유격수 : 심우준, 박민석, 고명성, 강민국
- 3루수 : 황재균, 김병희, 안치영
- 좌익수 : 김민혁, 김진곤
- 중견수 : 로하스, 배정대
- 우익수 : 강백호, 송민섭, 조용호
- 지명타자 : 유한준, 이대형

## 여담
- 손동현은 2015년 이후 KBO 시범경기에 등판한 최연소 투수가 되었다.
- 팀은 시범경기에서 한 경기도 이기지 못했다.
- 김민혁은 4월 4일 두산 베어스와의 경기에서 상대 투수 함덕주를 상대로 수비 방해를 저질러 KBO 리그 사상 첫 쓰리피트 수비 방해 끝내기를 내줬다.
- 쿠에바스가 선발승으로만 13승, 알칸타라가 11승, 배제성이 10승을 기록하여 구단 사상 최초로 단일 시즌 두 자릿수 선발승 투수 3명을 배출했다.
- 이대형은 이 시즌을 끝으로 은퇴하여 KBO 리그 역대 통산 3000타석 타자 중 통산 최소 홈런(9), 최저 순장타율(0.046), 최소 장타 대비 홈런(0.05), 최소 타수 대비 홈런(0.04)을 기록한 타자가 되었다.
- 윤근영은 이 시즌을 끝으로 은퇴하여, KBO 리그 역대 주포지션이 투수였던 선수 중 통산 최고 타율(1.000) 기록을 세웠다.